# جاويد إقبال (قاتل متسلسل)
جاويد إقبال موغال (1961 – 8 أكتوبر 2001) قاتلًا متسلسلًا ومتحرشًا بالأطفال في باكستان اعترف بالاعتداء الجنسي وقتل 100 فتى صغير، تتراوح أعمارهم بين 6 إلى 16 عامًا. لقد تم خنق ضحاياه وتقطيع أوصالهم ثم إذابتهم في الحمض لتدمير أي دليل.

## حياته
كان إقبال الابن السادس ضمن ثمانية أطفال لعائلته. نشأ في لاهور في كنف والده الذي كان رجل أعمال. تلقى تعليمه في الكلية الإسلامية الحكومية، حيث كان مستواه الدراسي متوسطًا. في عام 1978، وأثناء كونه طالبًا، بدأ مشروعًا لإعادة صب الفولاذ. أقام إقبال مع إخوته في فيلا وفّرها لهم والده في منطقة شاد باغ بالمدينة.

## جرائم القتل
في ديسمبر/كانون الأول 1999، أرسل إقبال رسالة إلى الشرطة وإلى رئيس تحرير الأخبار في إحدى صحف لاهور، خوار نعيم هاشمي، اعترف فيها باغتصاب وقتل 100 صبي ضعيف، تتراوح أعمارهم بين 6 و16 عاماً. وكتب أنه خنق الضحايا، الذين كانوا في الغالب من الهاربين أو الأيتام الذين يعيشون في شوارع لاهور، وقام بتقطيع أوصالهم بعد الاعتداء عليهم جنسياً، ثم تخلص من جثثهم باستخدام أحواض من حمض الهيدروكلوريك والتي فرغها لاحقًا في نهر محلي.
وبداخل منزل إقبال، عثرت الشرطة والصحفيون على بقع دماء على الجدران والأرضية، والسلسلة التي زعم إقبال أنه خنق بها الأولاد، وصور العديد من ضحاياه في أكياس بلاستيكية. وقد تم تصنيف هذه العناصر بشكل أنيق، مع كتابة الأسماء والأعمار على كتيبات مكتوبة بخط اليد. كما تم ترك حوضين من الأحماض بهما بقايا بشرية مذابة جزئيًا للشرطة للعثور عليها، مع ملاحظة تزعم أن الجثث الموجودة في المنزل لم يتم التخلص منها عمدًا حتى تتمكن السلطات من العثور عليها.
وفي رسالته، ذكر إقبال أنه بعد أن أكمل جرائمه، خطط الآن لإغراق نفسه في نهر رافي، ومع ذلك، بعد فشل محاولاته لجر النهر بالشباك، أطلقت الشرطة أكبر عملية مطاردة في تاريخ باكستان. تم القبض على أربعة شركاء، وهم صبية مراهقون كانوا يتشاركون شقة إقبال المكونة من ثلاث غرف نوم، في سوهاوا. وفي غضون أيام، توفي أحدهم أثناء احتجازه لدى الشرطة، وتشير تشريح الجثة إلى أنه تم استخدام القوة ضده، وقالت الشرطة إنه قفز من تلقاء نفسه من النافذة.
"لقد وصل عدد القتلى إلى 100. كان شابًا وسيمًا من بوتان يبلغ من العمر 16 عامًا ، جاء من بيشاور. وبفضل الله، اكتملت مهمتي. تنهمر الدموع على خدي. سأتأكد من وصول مهمتي ورسالتي إلى العالم."
إحدى الإدخالات الأخيرة في مذكرات إقبال التي وثق فيها جرائم القتل التي ارتكبها.

## الدافع
وزعم إقبال أن الدافع وراء ارتكاب جرائم القتل كان غضبه إزاء الظلم الذي شعر به على أيدي شرطة لاهور: حيث ألقت الشرطة القبض عليه بتهمة تتعلق بفعل لواط ضد صبي هارب في تسعينيات القرن العشرين. لقد قام ضحية هذا الاعتداء الجنسي بضرب إقبال بشدة - خاصة على الرأس - مما أدى إلى فقدانه الوعي . ورغم عدم توجيه أي اتهامات فيما يتصل بهذه الجريمة، فإن والدة إقبال "أُجبرت على مشاهدة تدهور حالته" قبل أن تُصاب بنوبة قلبية قاتلة. وبحسب اعتراف إقبال، فإن وفاة والدته بعد أن شاهدت تدهور وضعه الاجتماعي والاقتصادي والرمزي في أعقاب الهجوم عليه واعتقاله "أحدثت جحيماً" فيه. لذلك قرر أن يجعل 100 أم "تتألم وتبكي" على أبنائها كما اضطرت والدته الراحلة إلى فعل ذلك من أجله.

## المحاكمة والحكم
لقد مر شهر قبل أن يسلم إقبال نفسه في مكاتب صحيفة ديلي جانج في 30 ديسمبر/كانون الأول 1999. تم القبض عليه بعد ذلك. وذكر أنه سلم نفسه للصحيفة لأنه كان يخشى على حياته وكان قلقًا من أن تقتله الشرطة.
حُكم على إقبال بالإعدام؛ حيث أصدر القاضي الحكم قائلاً: "سوف تُخنق حتى الموت أمام والديْك اللذين قتلت أطفالهما؛ ثم يُقطع جسدك إلى 100 قطعة ويُوضع في الحمض، بنفس الطريقة التي قتلت بها الأطفال". تناقض وزير الداخلية معين الدين حيدر مع الحكم بقوله إن باكستان من الدول الموقعة على لجنة حقوق الإنسان، وبالتالي فإن "مثل هذه العقوبات غير مسموح بها".

## موت
في 9 أكتوبر/تشرين الأول 2001، تم العثور على إقبال وشريكه ساجد أحمد ميتين في زنزانتيهما بسجن كوت لاخبات. حُكم رسميًا على الزوجين بأنهما شنقا نفسيهما باستخدام ملاءات السرير الخاصة بكل منهما. وكشفت فحوصات التشريح أنهم تعرضوا للضرب قبل الوفاة. لم يتم المطالبة بجثة إقبال.

## في الثقافة الشعبية
فيلم مقتبس عن قصة قاتل متسلسل سيئ السمعة بعنوان " جاويد إقبال: القصة غير المروية لقاتل متسلسل" (2023) يتابع محاكمة جاويد إقبال. كان من المقرر إطلاق الفيلم في 28 يناير 2022، وقد واجه حظراً من حكومة البنجاب والمجلس المركزي لرقابة الأفلام تم إزالته من دور السينما قبل يوم واحد من إطلاقه بسبب تصويره للحكومة والشرطة.
بعد ردود الفعل العنيفة من الجمهور على الحظر ودعم العديد من الممثلين للفيلم، تم إصداره أخيرًا في 2 يونيو 2023.